# Olivier de Durfort de Civrac
Pour les autres membres de la famille, voir Maison de Durfort.
Marie-Augustin-Olivier de Durfort de Civrac de Lorge (12 juillet 1863, Montfermeil - 27 février 1935, Combourg), est un prélat français.

## Biographie
Il fut nommé évêque de Langres par Pie X en 1911, puis transféré à Poitiers en 1918 par Benoît XV.
Démissionnaire en 1932 pour raisons de santé, il est nommé archevêque titulaire de Soteropolis (de) et il meurt en 1935. Édouard Mesguen lui succède.